# كالفين لوري
كالفين لوري (بالإنجليزية: Calvin Lowry)‏ هو لاعب كرة قدم أمريكية أمريكي، ولد في 13 فبراير 1983 في فورت هود في الولايات المتحدة.

## وصلات خارجية
- كالفين لوري على موقع مرجع كرة القدم المحترفة.كوم (الإنجليزية)
- كالفين لوري على موقع JustSportsStats.com (الإنجليزية)